# Road July
Road July es una película argentina dirigida por Gaspar Gómez y protagonizada por Betiana Blum, Mirta Busnelli y Federica Cafferata. Fue estrenada el 22 de agosto de 2013.

## Sinopsis
Santiago y July emprenden un largo viaje a través de las desoladas rutas mendocinas en un viejo Citroën. A lo largo de la travesía, Santiago y July tendrán la posibilidad de conectarse por primera vez como padre e hija en un viaje que cambiará sus vidas para siempre.

## Reparto
- Betiana Blum
- Mirta Busnelli
- Federica Cafferata
- Francisco Carrasco
- Verónica Nonni
- Laura Morales Rúpolo